# Madame Marguerite oder die Kunst der schiefen Töne

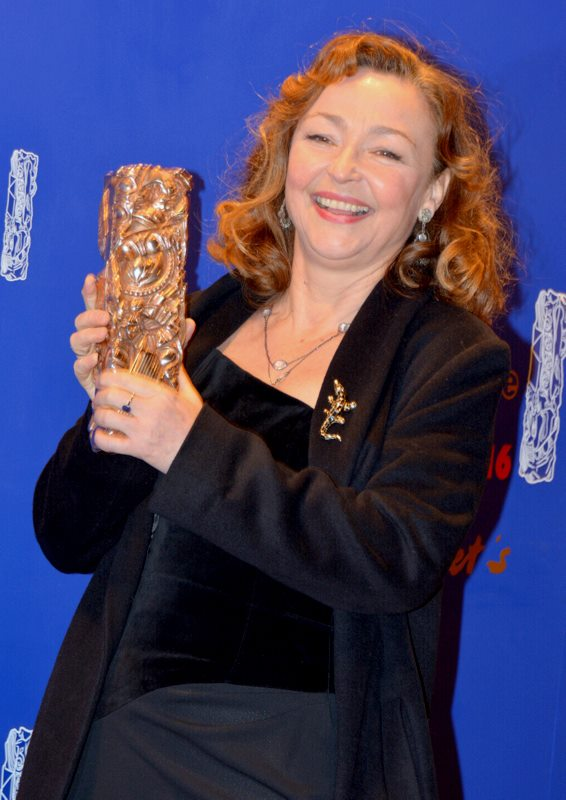
Ausgezeichnet für die Rolle der Madame Marguerite: Catherine Frot bei der Verleihung des französischen Filmpreises César 2016

Madame Marguerite oder die Kunst der schiefen Töne (Originaltitel: Marguerite) ist ein Film von Xavier Giannoli, der am 4. September 2015 bei den Filmfestspielen von Venedig seine Weltpremiere feierte und am 29. Oktober 2015 in die deutschen Kinos kam. Am 10. März 2016 wurde der Film in Deutschland als DVD, Blu-ray und VoD veröffentlicht.

## Handlung
Im Paris der 1920er Jahre lebt die wohlhabende Marguerite Dumont, die Musik und besonders die Oper liebt. Obwohl sie keine besonders gute Sängerin ist, singt sie gerne für ihre Freunde. Ihr Ehemann und ihre besten Freunde bestätigen sie in dem Gedanken, sie habe eine große Stimme. Nachdem auch noch der junge Journalist Lucien Beaumont einen äußerst positiv klingenden Artikel über sie schreibt, sich dabei aber nur einen Spaß erlauben will, fühlt sich Marguerite in ihrem Vorhaben bestärkt, eine Musikkarriere zu starten, und entschließt sich, vor einem echten Publikum aufzutreten. Ihr Mann Georges versucht sie von ihren Plänen abzubringen, und das Lügengerüst droht zusammenzubrechen.

## Besetzung und Synchronisation
Die deutschsprachige Synchronisation des Films entstand bei der Berliner Synchron GmbH. Verfasserin des Dialogbuchs und auch Dialogregisseurin war Heike Kospach.
| Rolle              | Darsteller        | Synchronsprecher   |
| ------------------ | ----------------- | ------------------ |
| Marguerite Dumont  | Catherine Frot    | Susanne von Medvey |
| Georges Dumont     | André Marcon      | Axel Lutter        |
| Atos Pezzini       | Michel Fau        | Lutz Schnell       |
| Hazel              | Christa Théret    | Janin Stenzel      |
| Madelbos           | Denis Mpunga      | Detlef Bierstedt   |
| Lucien Beaumont    | Sylvain Dieuaide  | Wanja Gerick       |
| Kyrill von Priest  | Aubert Fenoy      | Fabian Oscar Wien  |
| Félicité La Barbue | Sophia Leboutte   | Katrin Zimmermann  |
| Diego              | Théo Cholbi       | Arne Stephan       |
| Françoise Bellaire | Astrid Whettnall  | Katharina Koschny  |
| Michel Aurenbach   | Grégoire Strecker | N.N.               |
| Monsieur Taupe     | Jean-Yves Tual    | Frank Röth         |

## Hintergrund
Der Film basiert auf der wahren Lebensgeschichte von Florence Foster Jenkins. Die reiche amerikanische Erbin und Witwe war allgemein musikbegeistert und im Speziellen von ihrer großen Stimme überzeugt. Sie führte zu Beginn des 20. Jahrhunderts diverse Arien und Lieder in exquisiten Kostümen und vor ausgesuchtem Publikum auf, einmal sogar in der ausverkauften New Yorker Carnegie Hall. Ihre Gesangsauftritte galten als Geheimtipps und ihre Fans verziehen ihr, wenn sie weder Ton noch Rhythmus der ausgewählten Kompositionen traf.

## Rezeption

### Kritiken
Von der Deutschen Film- und Medienbewertung wurde Madame Marguerite oder die Kunst der schiefen Töne mit dem Prädikat besonders wertvoll versehen. In der Begründung heißt es: „Xavier Giannolis Historien- und Musikfilm ist nicht zuletzt durch die hinreißende Catherine Frot in der Titelrolle ein überaus berührender Film und darüber hinaus auch eine Kunst- und Medienreflexion.“ In Frankreich sahen den Film 828.739 Kinobesucher (Stand: 14. Oktober 2015).

### Auszeichnungen
Bei den 72. Internationalen Filmfestspielen von Venedig wurde der Film für den Goldenen Löwen und den Green Drop Award nominiert, und Xavier Giannoli wurde als herausragender Regisseur mit dem Nazareno-Taddei-Preis geehrt. Im Rahmen des Prix Lumières wurde Catherine Frot am 8. Februar 2016 als Beste Darstellerin ausgezeichnet. Bei der Verleihung des französischen Filmpreises César 2016 wurde sie als Beste Hauptdarstellerin ausgezeichnet, François Musy und Gabriel Hafner in der Kategorie Bester Ton, Martin Kurel für das Beste Szenenbild und Pierre-Jean Larroque für die Besten Kostüme. Zudem erfolgten sieben weitere Nominierungen, darunter in der Kategorie Bester Film.